# Ida Rolf
Pour les articles homonymes, voir Rolf.
Dr Ida Pauline Rolf, PhD, (19 mai 1896 - 19 mars 1979) est une biochimiste américaine. Elle est la fondatrice d'Intégration structurale (ou "Rolfing").

## Biographie
Née à New York, elle étudie au Barnard College et obtient son doctorat à l'université Columbia en 1920.